# أنطونيو داغوستينو
أنطونيو داغوستينو (بالإيطالية: Antonino D'Agostino)‏ هو لاعب كرة قدم إيطالي في مركز الوسط، ولد في 8 أكتوبر 1978 في تورينو في إيطاليا. لعب مع أتالانتا ونادي أسكولي ونادي بارما ونادي برو فيرتشيلي ونادي تريفيزو ونادي كالياري.

## وصلات خارجية
- أنطونيو داغوستينو على موقع قاعدة بيانات كرة القدم.إي يو (الإنجليزية)
- أنطونيو داغوستينو على موقع Soccerway.com (الإنجليزية)
- أنطونيو داغوستينو على موقع عالم كرة القدم.نت (الإنجليزية)